# Новотагамлыкский сельский совет (Машевский район)
Новотагамлыкский сельский совет (укр. Новотагамлицька сільська рада) — входит в состав
Машевского района
Полтавской области
Украины.
Административный центр сельского совета находится в 
с. Новый Тагамлык.

## Населённые пункты совета
- с. Новый Тагамлык
- с. Вольное
- с. Козельщина
- с. Огуевка